# Anons Stołeczny

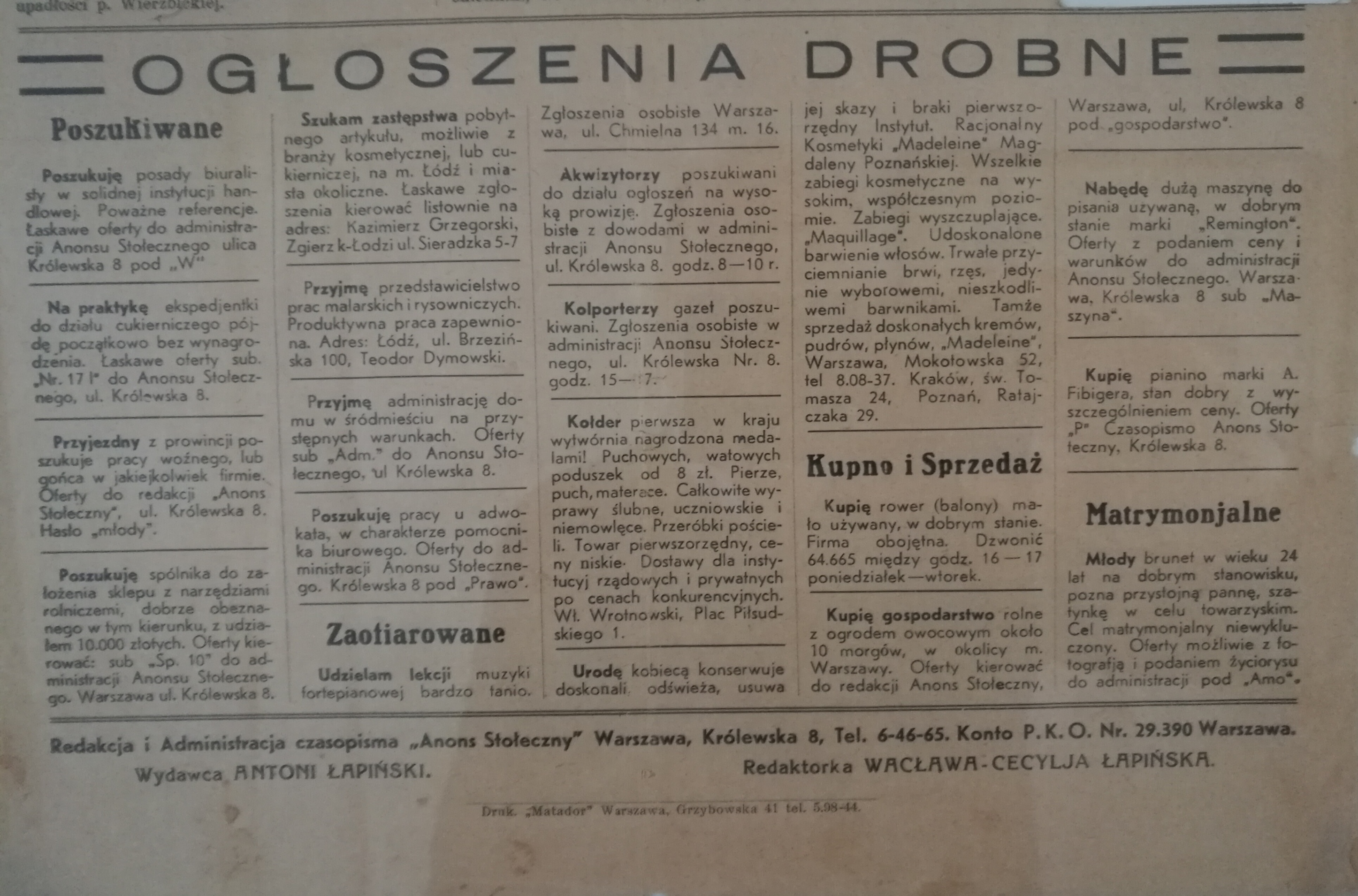
stopka redakcyjna Anonsu Stołecznego

Anons Stołeczny – tygodnik pod redakcją Wacławy Cecylii Łapińskiej, który ukazywał się we wrześniu i październiku 1934 roku w Warszawie. Zawierał przede wszystkim ogłoszenie drobne, kościelne, krótki przegląd wydarzeń krajowych i zagranicznych oraz repertuary kin.